# Sex Tape
Sex Tape is een Amerikaanse komische film uit 2014 onder regie van Jake Kasdan.

## Verhaal
Jay (Jason Segel) en Annie (Cameron Diaz) zijn een koppel die een druk seksleven hadden. Nu hebben ze inmiddels twee kinderen en staat hun seksbelevenis op een laag pitje. Om dit nieuw leven in te blazen besluiten ze op een avond als de kinderen van huis zijn, een opname te maken van zichzelf in hun favoriete standjes. Deze privéfilm geven ze de naam "The Joy of Sex". Jay besluit op vraag van Annie de opnames te wissen maar door een foutje wordt de film verstuurd naar verscheidene IPads. Jay slaagt erin alle opnames te pakken te krijgen maar het blijkt nu dat de zoon van de buren ook een opname bemachtigd heeft. Hij chanteert Jay en Annie ermee de film op "YouPorn" te plaatsen tenzij ze hem 25.000 $ betalen.

## Rolverdeling
- Cameron Diaz als Annie
- Jason Segel als Jay
- Rob Corddry als Robbie
- Ellie Kemper als Tess
- Rob Lowe als Hank Rosenbaum
- Nat Faxon als Max
- Nancy Lenehan als Linda
- Randall Park als Edward
- Dave Allen als postbode
- Jack Black als de eigenaar van YouPorn